# Elizabeth Margaret Chandler
Elizabeth Margaret Chandler (1807 - 1834) foi uma escritora e poetisa dos Estados Unidos. Ela se tornou a primeira mulher a abraçar publicamente a causa da abolição da escravatura por meio de seus escritos, antes de falecer aos vinte e seis anos de idade.
Quando Elizabeth Chandler era confrontada com a noção de que mulheres não possuiam nenhum poder para mudar o sistema, ela se referia ao fato de mães se encontrarem numa posição singular de poderem influenciar as mentes daqueles que algum dia poderiam se tornar os conselheiros da nação.
Ela também apelava ao coração das mulheres para que os povos naturais da terra, ameríndios, fossem tratados com mais justiça e dignidade do que até então.